# Гизони (кантон)
Гизони (фр. Ghisoni) — упразднённый в 2015 году кантон во Франции, находился в регионе Корсика, департамент Верхняя Корсика. Входил в состав округа Бастия.
Всего в кантон Гизони входило 4 коммуны, из них главной коммуной являлась Гизони. 22 марта 2015 года они вошли в состав новых кантонов Фьюморбо-Кастелло и Гизоначча.

## Коммуны кантона
| Коммуна        | Население, чел. (1999) | Почтовый индекс | Код INSEE |
| -------------- | ---------------------- | --------------- | --------- |
| Гизоначча      | 3 168                  | 20240           | 2B123     |
| Гизони         | 267                    | 20227           | 2B124     |
| Луго-ди-Нацца  | 103                    | 20240           | 2B149     |
| Поджо-ди-Нацца | 185                    | 20240           | 2B236     |

## Население
Население кантона на 2008 год составляло 4033 человека.
| 1962 | 1968 | 1975 | 1982 | 1990 | 1999 | 2006 | 2007 | 2008 |
| ---- | ---- | ---- | ---- | ---- | ---- | ---- | ---- | ---- |
| 2534 | 3547 | 4015 | 4006 | 3875 | 3723 | —    | —    | 4033 |